# Amédée Borsari
Amédée Borsari, né le 23 décembre 1905 à Paris et mort à Eaubonne (Val-d'Oise) le 21 juin 1999, est un compositeur français.

## Biographie
Amédée Borsari commence des études de piano avec Falkenberg, et d'harmonie avec Charles Silver au Conservatoire de Paris. Il travaille par la suite avec Vincent d'Indy à la Schola Cantorum. Abandonnant les principes de la schola vers le milieu des années 1930, il a composé dans un style clair et sobre qui s'inscrit dans la tradition française de la première moitié du XXe siècle. Son œuvre a été récompensé par plusieurs prix.

## Prix
- 1943 : Prix Favareille-Chailley-Richez
- 1944 : Prix Joseph Calvet
- 1956 : Prix de musique légère de la RTF

## Œuvres principales
- 3 quatuors
- Prélude pour la mort de Roland, (1940-41), pour orchestre
- Histoires enfantines, pour soprano et orchestre (1942)
- Quintette avec piano
- Eudaïmon-Symphonie (1946)
- Paysage d'été (1948)
- La Grande Place (1952)
- La Cathédrale meurtrie (1955)
- Concerto pour piano et orchestre "Américain" (1941)
- 2e concerto pour piano (1946)
- Concerto pour saxophone et orchestre à cordes (1947)
- 3e concerto pour clavecin ou piano, et 11 instruments (1950)